# Дейвід Палмер
Де́йвід Па́лмер (англ. David R. Palmer; 12 травня 1941, Чикаго, Іллінойс) — американський письменник-фантаст. Тричі номінувався на премію «Г'юго». Також працював писарем в суді.

## Біографія
Дейвід Палмер народився в передмісті північного Чикаго в 1941, де і провів своє дитинство. До отримання своєї постійної роботи в якості стенографа в суді, він встиг попрацювати на пошті, механіком, продавцем, водієм, а також менеджером зоомагазину. Окрім читання, Палмер займався водінням, зокрема він був чемпіоном Формули Ві на початку 60-тих. Станом на 2018 рік, він одружений з Шеллі Палмер і проживає в місті Віллістон (Флорида).

### Письменницька діяльність
Перший роман Палмера «Поява» (англ. «Emergence»), виграв премію Комптона Крука в 1985, а також номінувався на премію «Г'юго» за найкращий роман. Цей роман був розширенням одноіменної повісті, яка була опублікована в січневому випуску Analog в 1981 році (це був його перша опублікована робота). В 1983 році також було опубліковане продовження «Пошуки» (англ. Seeking) в лютневому випуску Analog. Обидві повісті виграли приз читацьких симпатій журналу, а також номінувались на премію «Г'юго» за найкращу повість.
Його другий роман «Поріг» (англ. «Threshold») був виданий 1985 року. В передмові до книги вказано, що автор працює над продовженням історії під назвою «Спеціальна освіта» (англ. «Spēcial Education»), і загалом це мала б бути трилогія під назвою «Припинити Армагедон», але станом на 2018 рік, продовження так і не вийшло.
Проте Палмер видав продовження до роману «Поява», під назвою «Слідкування» (англ. «Tracking»), яке вийшло в трьох частинах в 2008 році в журналі Analog (липневий, вересневий і жовтневий випуски).